# 시편 145편
시편 145편은 145번째 시편이다. 라틴어로는 "Exaltabo te Deus meus rex"라고 한다. 시편 138편에서 145편으로 구성되어 있으며 특히 첫 절에서 다윗이 지었다고 한다.
그리스어 70인역 성경과 라틴 불가타역에서 사용되는 약간 다른 번호 체계에서 이 시편은 시편 144편이다. 시편은 찬송 시편이다.
시편은 유대교, 가톨릭, 루터교, 성공회 및 기타 개신교 전례의 정규 부분을 형성한다. 이 시편은 종종 음악의 주제가 되었다.

## 배경 및 주제
시편 145편은 명시적으로 다윗이 지은 것으로 간주되는 마지막 시편이며, 또한 시편 책에 배치된 9개의 아크로스틱 시편 중 마지막 시편이다. 감리교 작가 조셉 벤슨은 왕(다윗)이 "자신의 왕"을 찬양한다고 언급한다.

## 내용
1. 왕이신 나의 하나님이여 내가 주를 높이고 영원히 주의 이름을 송축하리이다
2. 내가 날마다 주를 송축하며 영원히 주의 이름을 송축하리이다
3. 여호와는 위대하시니 크게 찬양할 것이라 그의 위대하심을 측량하지 못하리로다
4. 대대로 주께서 행하시는 일을 크게 찬양하며 주의 능한 일을 선포하리로다
5. 주의 존귀하고 영광스러운 위엄과 주의 기이한 일들을 나는 작은 소리로 읊조리리이다
6. 사람들은 주의 두려운 일의 권능을 말할 것이요 나도 주의 위대하심을 선포하리이다
7. 그들이 주의 크신 은혜를 기념하여 말하며 주의 의를 노래하리이다
8. 여호와는 은혜로우시며 긍휼이 많으시며 노하기를 더디 하시며 인자하심이 크시도다
9. 여호와께서는 모든 것을 선대하시며 그 지으신 모든 것에 긍휼을 베푸시는도다
10. 여호와여 주께서 지으신 모든 것들이 주께 감사하며 주의 성도들이 주를 송축하리이다
11. 그들이 주의 나라의 영광을 말하며 주의 업적을 일러서
12. 주의 업적과 주의 나라의 위엄 있는 영광을 인생들에게 알게 하리이다
13. 주의 나라는 영원한 나라이니 주의 통치는 대대에 이르리이다
14. 여호와께서는 모든 넘어지는 자들을 붙드시며 비굴한 자들을 일으키시는도다
15. 모든 사람의 눈이 주를 앙망하오니 주는 때를 따라 그들에게 먹을 것을 주시며
16. 손을 펴사 모든 생물의 소원을 만족하게 하시나이다
17. 여호와께서는 그 모든 행위에 의로우시며 그 모든 일에 은혜로우시도다
18. 여호와께서는 자기에게 간구하는 모든 자 곧 진실하게 간구하는 모든 자에게 가까이 하시는도다
19. 그는 자기를 경외하는 자들의 소원을 이루시며 또 그들의 부르짖음을 들으사 구원하시리로다
20. 여호와께서 자기를 사랑하는 자들은 다 보호하시고 악인들은 다 멸하시리로다
21. 내 입이 여호와의 영예를 말하며 모든 육체가 그의 거룩하신 이름을 영원히 송축할지로다

### 히브리어 버전
| 절 | 내용                                              |
| -- | ------------------------------------------------- |
| 1  | תְּהִלָּ֗ה לְדָ֫וִ֥ד אֲ֖רֽוֹמִמְךָ אֱלוֹהַ֣י הַמֶּ֑לֶךְ וַֽאֲבָֽ֘רֲכָ֥ה שִׁ֜מְךָ֗ לְע֘וֹלָ֥ם וָעֶֽד  |
| 2  | בְּכָל־י֥וֹם אֲבָֽרֲכֶ֑ךָּ וַֽאֲהַ֘לְלָ֥ה שִׁ֜מְךָ֗ לְע֘וֹלָ֥ם וָעֶֽד                |
| 3  | גָּ֘ד֥וֹל יְהֹוָ֣ה וּמְהֻלָּ֣ל מְאֹ֑ד וְ֜לִגְדֻלָּת֗וֹ אֵ֣ין חֵֽקֶר               |
| 4  | דּ֣וֹר לְ֖דוֹר יְשַׁבַּ֣ח מַֽעֲשֶׂ֑יךָ וּגְב֖וּרֹתֶ֣יךָ יַגִּֽידוּ                |
| 5  | הֲדַר כְּב֣וֹד הוֹדֶ֑ךָ וְדִבְרֵ֖י נִפְלְאֹתֶ֣יךָ אָשִֽׂיחָה                 |
| 6  | וֶֽעֱז֣וּז נֽוֹרְאֹתֶ֣יךָ יֹאמֵ֑רוּ וּגְדוּלָּֽתְךָ֥ (כתיב וּגְדֻלָּֽותְךָ֥) אֲסַפְּרֶֽנָּה |
| 7  | זֵ֣כֶר רַב־טֽוּבְךָ֣ יַבִּ֑יעוּ וְצִדְקָֽתְךָ֥ יְרַנֵּֽנוּ                    |
| 8  | חַנּ֣וּן וְרַח֣וּם יְהֹוָ֑ה אֶ֥רֶךְ אַ֜פַּ֗יִם וּגְדָל־חָֽסֶד                 |
| 9  | טֽוֹב־יְהֹוָ֥ה לַכֹּ֑ל וְ֜רַֽחֲמָ֗יו עַל־כָּל־מַֽעֲשָֽׂיו                   |
| 10 | יוֹד֣וּךָ יְ֖הֹוָה כָּל־מַֽעֲשֶׂ֑יךָ וַֽ֜חֲסִידֶ֗יךָ יְבָֽרֲכֽוּכָה               |
| 11 | כְּב֣וֹד מַלְכֽוּתְךָ֣ יֹאמֵ֑רוּ וּגְבוּרָֽתְךָ֥ יְדַבֵּֽרוּ                   |
| 12 | לְה֘וֹדִ֚יעַ לִבְנֵ֣י הָֽאָדָ֣ם גְּבֽוּרֹתָ֑יו וּ֜כְב֗וֹד הֲדַ֣ר מַלְכוּתֽוֹ         |
| 13 | מַלְכֽוּתְךָ֗ מַלְכ֥וּת כָּל־עֹֽלָמִ֑ים וּ֜מֶֽמְשַׁלְתְּךָ֗ בְּכָל־דּ֥וֹר וָדֹֽר         |
| 14 | סוֹמֵ֣ךְ יְ֖הֹוָה לְכָל־הַנֹּֽפְלִ֑ים וְ֜זוֹקֵ֗ף לְכָל־הַכְּפוּפִֽים            |
| 15 | עֵ֣ינֵי כֹ֖ל אֵלֶ֣יךָ יְשַׂבֵּ֑רוּ וְאַתָּ֚ה נוֹתֵֽן־לָהֶ֖ם אֶת־אָכְלָ֣ם בְּעִתּֽוֹ     |
| 16 | פּוֹתֵ֥חַ אֶת־יָדֶ֑ךָ וּמַשְׂבִּ֖יעַ לְכָל־חַ֣י רָצֽוֹן                    |
| 17 | צַדִּ֣יק יְ֖הֹוָה בְּכָל־דְּרָכָ֑יו וְ֜חָסִ֗יד בְּכָל־מַֽעֲשָֽׂיו               |
| 18 | קָר֣וֹב יְ֖הֹוָה לְכָל־קֹֽרְאָ֑יו לְכֹ֚ל אֲשֶׁ֖ר יִקְרָאֻ֣הוּ בֶֽאֱמֶֽת           |
| 19 | רְצֽוֹן־יְרֵאָ֥יו יַֽעֲשֶׂ֑ה וְאֶת־שַׁוְעָ֘תָ֥ם יִ֜שְׁמַ֗ע וְיֽוֹשִׁיעֵֽם            |
| 20 | שׁוֹמֵ֣ר יְ֖הֹוָה אֶת־כָּל־אֹֽהֲבָ֑יו וְאֵ֖ת כָּל־הָֽרְשָׁעִ֣ים יַשְׁמִֽיד         |
| 21 | תְּהִלַּ֥ת יְהֹוָ֗ה יְֽדַבֵּ֫ר פִּ֥י וִיבָרֵ֣ךְ כָּל־בָּ֖שָׂר שֵׁ֥ם קָדְשׁ֗וֹ לְע֘וֹלָ֥ם וָעֶֽד  |